# Фейт (коммуна)
Фейт (фр. Feyt, окс. Fauet) — коммуна во Франции, находится в регионе Лимузен. Департамент — Коррез. Входит в состав кантона Эйгюранд. Округ коммуны — Юссель.
Код INSEE коммуны — 19083.
Коммуна расположена приблизительно в 360 км к югу от Парижа, в 100 км восточнее Лиможа, в 75 км к северо-востоку от Тюля.

## Население
Население коммуны на 2008 год составляло 99 человек.
| 1962 | 1968 | 1975 | 1982 | 1990 | 1999 | 2008 |
| ---- | ---- | ---- | ---- | ---- | ---- | ---- |
| 164  | 178  | 145  | 116  | 119  | 121  | 99   |

## Администрация
| Период | Период | Фамилия      | Партия | Примечания |
| ------ | ------ | ------------ | ------ | ---------- |
| 2001   | 2008   | Андре Демене |        |            |
| 2008   |        | Бернар Руж   |        |            |

## Экономика
В 2007 году среди 64 человек в трудоспособном возрасте (15-64 лет) 52 были экономически активными, 12 — неактивными (показатель активности — 81,3 %, в 1999 году было 85,9 %). Из 52 активных работали 49 человек (30 мужчин и 19 женщин), безработных было 3 (2 мужчин и 1 женщина). Среди 12 неактивных 3 человека были учениками или студентами, 7 — пенсионерами, 2 были неактивными по другим причинам.